# NGC 7370
NGC 7370 est une galaxie spirale située dans la constellation de Pégase. Cette galaxie a été découverte par l'astronome allemand Albert Marth en 1864. Sa vitesse par rapport au fond diffus cosmologique est de 8 527 ± 135 km/s, ce qui correspond à une distance de Hubble de 125,8 ± 9,2 Mpc (∼410 millions d'al).
L'image du relevé SDSS ne montre aucune caractéristique spiralé dans le disque de NGC 7370, aussi la classification de galaxie spirale est incertaine.